# Tarash
Tarash è un sottodistretto (upazila) del Bangladesh situato nel distretto di Sirajganj, divisione di Rajshahi. Si estende su una superficie di 297,2 km² e conta una popolazione di 197.214  abitanti (censimento 2011).